# Ammospermophilus leucurus
Espèce
Statut de conservation UICN

 LC  : Préoccupation mineure
Ammospermophilus leucurus est un rongeur de la famille des Sciuridae. Il vit aux États-Unis et au Mexique.

## Liste des sous-espèces
Selon MSW :
- sous-espèce Ammospermophilus leucurus canfieldiae
- sous-espèce Ammospermophilus leucurus cinamomeus
- sous-espèce Ammospermophilus leucurus escalante
- sous-espèce Ammospermophilus leucurus extimus
- sous-espèce Ammospermophilus leucurus leucurus
- sous-espèce Ammospermophilus leucurus notom
- sous-espèce Ammospermophilus leucurus peninsulae
- sous-espèce Ammospermophilus leucurus pennipes
- sous-espèce Ammospermophilus leucurus tersus